# Prezentace
Prezentací se rozumí:
- výklad,
- ukázka něčeho,
- produkt vytvořený v počítačovém prezentačním programu (např. MS PowerPoint nebo Apple Keynote).

Prezentačním programem se potom rozumí specializovaná počítačová aplikace, která umožňuje vytvářet nebo předvádět elektronické prezentace, přičemž tyto programy lze rozdělit na: programy umožňující vytvoření prezentace, programy umožňující předvádění prezentace a kombinované (zajišťují obě funkce). Pokud je prezentace vytvářena pro výukové účely, hovoří se o výukové prezentaci. Při prezentování je uplatňována zásada názornosti.